# Lesser Slave River
Der Lesser Slave River (Cree: Iyaghchi Eennu Sepe, übersetzt: „Fluss des fremden Volks“; wörtlich übersetzt: „Kleiner Sklavenfluss“) ist ein Fluss in Zentral-Alberta in Kanada. Er ist einer der Hauptzuflüsse des Athabasca River.
Der Kleine Sklavensee und der Lesser Slave River waren bis zum Anfang des 20. Jahrhunderts der Hauptverbindungs- und Transportweg zum Peace River District. Dies änderte sich erst mit der Fertigstellung der Eisenbahnlinie der Northern Alberta Railways.

## Verlauf
Der Fluss hat seinen Ursprung im Kleinen Sklavensee. Der mittlere Abfluss (MQ) am Ausfluss aus dem See beträgt 40 m³/s. Der Lesser Slave River fließt 61 km in östlicher Richtung, bevor er nahe der Ortschaft Smith von links kommend in den Athabasca River mündet. Gemessen von der Quelle des South Heart River beträgt die Gesamtlänge über 280 km.

## Zuflüsse
- Sawridge Creek
- Eating Creek
- Mitsue Creek
  - Mitsue Lake, Florida Creek
- Muskeg Creek
- Otauwau River
- Saulteaux River
- Driftwood River
  - Fawcett River